# Pimpinella battandieri
Pimpinella battandieri är en flockblommig växtart som beskrevs av Alfred Charles Chabert. Pimpinella battandieri ingår i släktet bockrötter, och familjen flockblommiga växter. Inga underarter finns listade i Catalogue of Life.